# IV Poznański Batalion Etapowy
IV Poznański batalion etapowy – oddział wojsk wartowniczych i etapowych w okresie II Rzeczypospolitej pełniący między innymi służbę ochronną na granicy polsko-sowieckiej.

## Formowanie i zmiany organizacyjne
Batalion sformowano w Poznaniu w marcu 1920. Otrzymał on nazwę okręgu generalnego, w którym powstał i kolejny numer porządkowy oznaczany cyfrą rzymską. Do batalionu wcielono żołnierzy starszych wiekiem i o słabszej kondycji fizycznej. Oficerowie i podoficerowie nie mieli większego doświadczenia bojowego. Batalion nie posiadał broni ciężkiej, a broń indywidualną żołnierzy stanowiły stare karabiny różnych wzorów z niewielką ilością amunicji.
W pierwszej połowie sierpnia 1920 batalion wzmocnił obronę 7 Dywizji Piechoty nad Bugiem i dozorował linię Bugu między Dorohuskiem i Uhruskiem.
W październiku 1920 zreorganizowano brygady etapowe 4 Armii. Batalion wszedł w podporządkowanie dowódcy IVc Brygady Etapowej.
W lutym 1921 bataliony etapowe przejęły ochronę granicy polsko-rosyjskiej. Początkowo pełniły ją na linii kordonowej, a w maju zostały przesunięte bezpośrednio na linię graniczną z zadaniem zamknięcia wszystkich dróg, przejść i mostów.
W 1921 bataliony etapowe ochraniające granicę przekształcono w bataliony celne.

## Służba etapowa
15 kwietnia 1920  IV Poznański batalion etapowy został skierowany do dyspozycji kwatermistrza 2 Armii. W rejonie Zwiahla ochraniał magazyny, urządzenia i przejazdy mostowe oraz linię kolejową Zwiahl-Szepetówka. W maju 1920 przeszedł w podporządkowanie dowództwa 3 Armii w Kijowie. W dniach 6-20 czerwca cofał się spod Kijowa przez Korosteń i Sarny. W tych ostatnich pełnił służbę garnizonową. Od 25 czerwca był w składzie DOE „Korosteń" i pełnił służbę wartowniczą w Powursku, Wielicku, Hołubach, Bruchowiczach i Mielnicy. Od 22 lipca podlegał DPE „Kowel" i ochraniał linię kolejową od Stachocka do Czartoryska. 31 lipca 1920 batalion otrzymał zadanie ochraniać linie kolejowe: Kowel–Powursk i Kowel–Rożyszcze. 26 września przeszedł do Prużan i podlegał DOK „Baranowicze". Od 2 grudnia w Kłecku, a kompanie w Iwieńcu, Sieniawce, Nieświeżu i Stołpcach. 3 grudnia został przesunięty do Baranowicz. W lutym 1921 batalion liczył tylko 322 żołnierzy. 14 marca 1921 batalion stacjonował w Stołpcach. W maju ochraniał Stację Kontrolną „Stołpce" i odcinek kordonu od Niemna do Liwja. Jedną kompanią ochraniał także Stację Przekazywania Jeńców i Uchodźców w Kołosowie.
W lipcu do dyspozycji batalion przydzielono do dyspozycji dowódcy odcinka kordonowego „Grodno".  1 sierpnia po przyjeździe batalionu ze Stołpc do Augustowa, ze względu na brak możliwości zakwaterowania, dowództwo rozlokowano w Augustowie, kompanie zakwaterowano we wsiach: Reszki, Pomian i Grabowo. W ostatnich dniach sierpnia dowództwo i kompanie zostały przesunięte do garnizonu suwalskiego.

## Dowódcy batalionu
- por. Franciszek Pawlak (był 23 IV 1921[12])

## Struktura organizacyjna
| Organizacja batalionu 23 kwietnia 1921 | Organizacja batalionu 23 kwietnia 1921 | Organizacja batalionu 23 kwietnia 1921 |
| pododdział                             | miejsce stacjonowania                  | dowódca                                |
| -------------------------------------- | -------------------------------------- | -------------------------------------- |
| dowództwo batalionu                    | Nowy Świerżeń                          | por. Franciszek Pawlak                 |
| 1 kompania etapowa                     | Mała Jaczonka                          | ppor. Krupa                            |
| 2 kompania etapowa                     | Mała Jaczonka                          | sierż. Maciejewski                     |
| 3 kompania etapowa                     | Zasule                                 | por. Domaracki                         |